# Achalinus hainanus
Espèce
Achalinus hainanus est une espèce de serpents de la famille des Xenodermatidae.

## Répartition
Cette espèce est endémique d'île de Hainan en Chine.

## Étymologie
Son nom d'espèce, hainanus, lui a été donné en référence au lieu de sa découverte, l'île de Hainan.

## Publication originale
- Hu, Zhao & Huang, 1975 : Three new species of reptiles from Hainan Island, Guangdong Province. Acta Zoologica Sinica Peking, vol. 21, no 4, p. 379-384.